# Ekboarmia gracilis
Ekboarmia gracilis är en fjärilsart som beskrevs av Gustav Fridolin Albers och Warnecke 1941. Ekboarmia gracilis ingår i släktet Ekboarmia och familjen mätare. Inga underarter finns listade i Catalogue of Life.